# 照山白
照山白（学名：Rhododendron micranthum）为杜鹃花科杜鹃花属下的一个种。